# 인도철강공사
인도철강공사(Steel Authority of India Limited, SAIL)는 인도의 대표적인 국영 철강업체이다. 매출액 110억 5,000만 달러로 이 나라의 가장 높은 흑자 수익을 올린 상위 5개사 중 하나이다. SAIL은 인도 중앙 정부가 86%의 지분을 보유한 공기업으로 1973년 1월 24일 주식회사로 설립. 사원수는 약 132,000명이다. 현 최고 경영자는 C.S. Verma이며, 연간 생산량은 1350만 톤으로 생산량 기준 세계 16위이다. 현재 인도의 빌라이(Bhilai), 보카로(Bokaro), 두르가푸르(Durgapur), 로우르켈라(Rourkela), 부른푸르(Burnpur), 살렘(Salem) 등에 제강소를 보유하고 있다. 최근 조사에 따르면, SAIL은 인도에서 가장 빠르게 성장하는 공공 부문 회사 중 하나이다.

## 사진

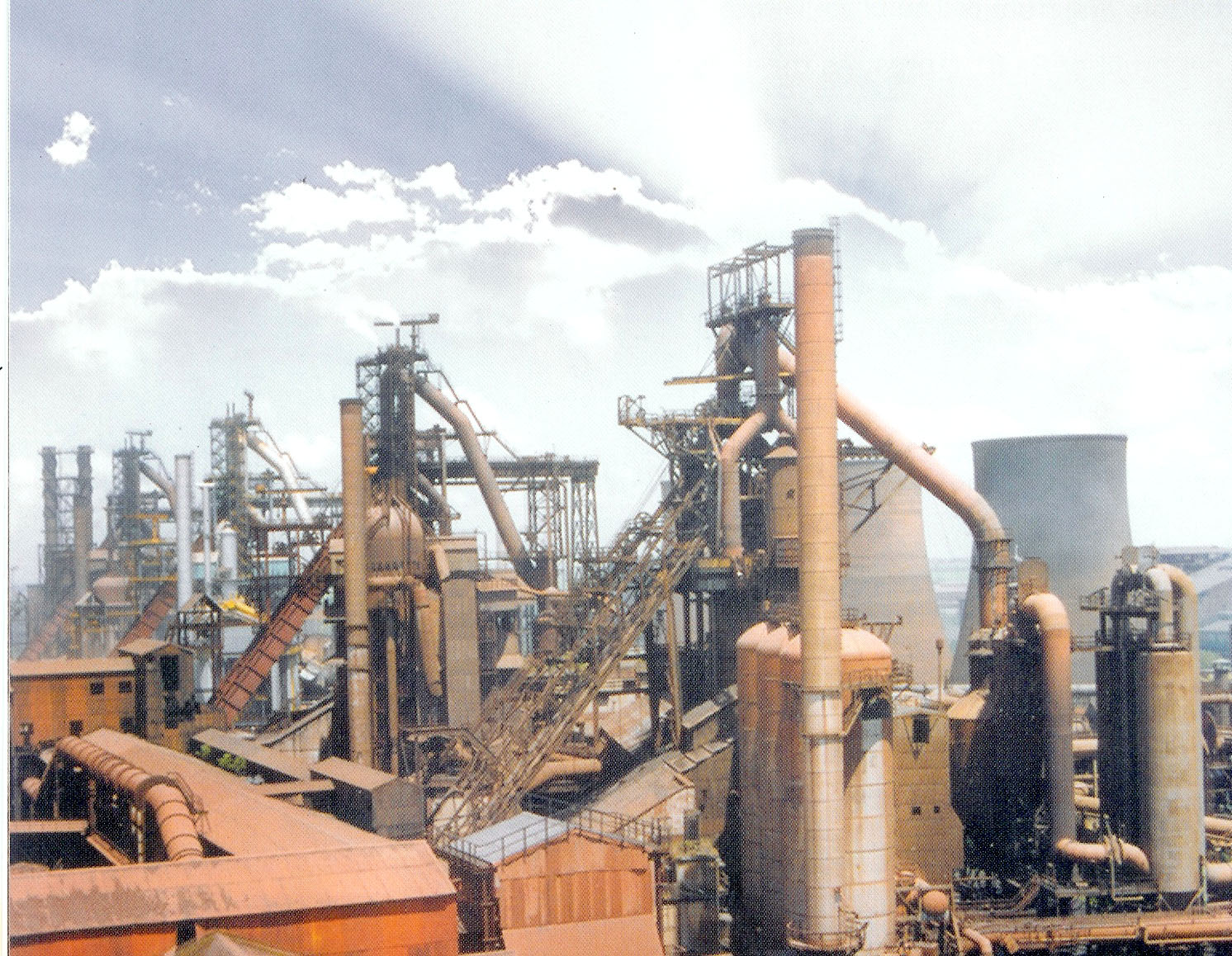
두르가푸르 제강소